# Maturantska parada
Maturantska Parada je plesna prireditev, ki od leta 2001 združuje maturantke in maturante v plesanju četvorke na mestnih ulicah. Plesanje poteka na izbran dan v maju točno opoldne na ulicah mest ne glede na vremenske razmere, na Straussovo četvorko iz operete Netopir. Maturantsko parado je na ulice Ljubljane ponesel učitelj plesa Tomaž Ambrož. Od leta 2006 je Maturantski Paradi pridružen širši sklop Evropskega plesnega festivala četvorke (SQuadrille - European Quadrille Dance Festival) v organizaciji slovenske plesne zveze. Maturantsko parado organizira plesna šola Urška (Urška Pro), Maturantsko četvorko pa Plesna zveza Slovenije (PZS). Osrednje prizorišče prve je v Ljubljani, druge v Mariboru.
Ideja o četvorki in plesanju na ulicah se je sicer rodila v Novem mestu. Z idejo sta se poigravala starosta dolenjskega plesa Boris Vovk in dolgoletni ravnatelj Ekonomske šole v Novem mestu Jože Zupančič. Prvič je bila četvorka v Novem mestu udejanjena leta 1997.. Plesna šola Bolero sicer začetke plesa četvorke na ulicah postavlja v leto 1995, ko naj bi prvič zaplesali v Kamniku.

## Zgodovina
- 25. maja 2001 je sinhrono zaplesalo 3.128 plesalk in plesalcev v Ljubljani,
- 24. maja 2002 je sinhrono zaplesalo 8.512 plesalk in plesalcev na 10. lokacijah - priznan je bil prvi Guinnessov rekord.
- 23. maja 2003 je sinhrono zaplesalo 11.956 plesalk in plesalcev na 15. lokacijah - priznan je bil drugi Guinnessov rekord,
- 21. maja 2004 je sinhrono zaplesalo 14.564 plesalk in plesalcev na 18. lokacijah - priznan je bil tretji Guinnessov rekord,
- 20. maja 2005 je sinhrono zaplesalo 17.060 plesalk in plesalcev na 21. lokacijah - priznan je bil četrti Guinnessov rekord, saj je šlo za vseslovenski ples “Četvorka za Guinnessov rekord”.
- 19. maja 2006 je sinhrono zaplesalo 23.628 plesalk in plesalcev v 36. mestih v Sloveniji, Srbiji, Hrvaški, Avstriji ter Madžarski - dogodek je dosegel že peti Guinnessov rekord.
- 18. maja 2007 je v okviru Maturantske parade sinhrono zaplesalo 23.408 plesalk in plesalcev iz Slovenije, Hrvaške, iz Srbije, BiH in Makedonije. V okviru Evropskega plesnega festivala četvorke pa še  17.644 maturantk in maturantov (skupaj 41.052) v 45 mestih sedmih držav.[4][5]
- 16. maja 2008 je po podatkih organizatorjev Maturantske parade v 44 mestih Slovenije, Hrvaške, Srbije, Makedonije, Črno gore ter Bosne in Hercegovine sinhrono plesalo 27.040  plesalk in plesalcev. Organizatorji Evropskega plesnega festivala četvorke pa so uspeli povezati 26.528 srednješolcev v 50 mestih Slovaške, Češke, Hrvaške, Bosne in Hercegovine, Srbije, Madžarske in Makedonije. Skupaj je torej plesalo okoli 53.568 maturantov.[6]
- 15. maja 2009 je sinhrono zaplesalo 26.924 [7] plesalk in plesalcev v okviru Maturantsko parade organizirane s strani plesne šole Urška, plesali so v več kot 60 mestih v Srbiji, Črni Gori, Makedoniji, Hrvaški, Bosni in Hercegovini, Romuniji in Sloveniji. V okviru Evropskega plesnega festivala četvorke organiziranega s strani Plesne zveze Slovenije pa so plesali maturantje Slovaške, Češke, Madžarske, Hrvaške, Srbije, Bosne in Hercegovine ter Makedonije, v Sloveniji pa so poleg Ljubljane zaplesali še v slovenskih mestih Maribor, Celje, Kranj, Novo mesto, Murska Sobota, Ptuj, Velenje, Trbovlje, Slovenj Gradec, Litija, Piran, Koper, Izola, Črnomelj, Kočevje, Lendava, Trebnje, Sežana, Krško, Šentjernej, Slovenske Konjice, Ljutomer, Slovenska Bistrica in Ajdovščina [8]. V Ljubljani je skupaj plesalo 6088 maturantk in maturantov, kar velja za Guinessov rekord za je največjo četvorko na svetu na eni lokaciji.[9]
- 21. maja 2010 - je Maturantska parada združila v sinhroni ples 26.064 plesalk in plesalcev v 59. mestih Slovenije, Srbije, Hrvaške, Črne gore, Makedonije ter Bosne in Hercegovine, Romunije in Albanije. Največja četvorka s 6.984 plesalkami in plesalci je bila v Ljubljani.
- 20. maja 2011 so se zavrteli maturanti iz 57 evropskih mest iz devetih držav. V Ljubljani je zaplesalo 8864 mladih in tako postavilo nov rekord.[10], skupaj je bilo plešočih kar 33.202[11]
- 2012 je Maturantske parade potekala v petek 18. maja točno opoldne plesalo je 28.044 plesalk in plesalcev v 39. mestih 6 držav, Ulična četvorka European Quadrille Dance Festival pa 25. maja točno opoldne.
- 2013 je Maturantske parade potekala v petek 17. maja točno opoldne. V okviru celotnega dogodka naj bi zaplesalo 23.892 plesalk in plesalcev v 41. mestih 7. držav; Slovenije, Srbije, Hrvaške, Črne gore, Makedonije, Bosne in Hercegovine in Ukrajine. European Quadrille Dance Festival, ki ga organizira Plesna zveza Slovenije (PZS) bo potekala 24. maja 2013. Na tej prireditvi naj bi prav tako ob 12. uri v 21 slovenskih in v več kot 30 mestih v osmih evropskih državah (Slovaška, Estonija, Madžarska, Hrvaška, Srbija, Makedonija,Črna gora in Bosna in Hercegovina) zaplesalo najmanj 30.000 plesalcev.
- 2014 je Maturantska parada potekala v petek 23. maja točno opoldne. Zaplesalo je 12.508 plesalk in plesalcev v 16. mestih Slovenije, Srbije, Hrvaške, Črne gore, Bosne in Hercegovine, in Makedonije. Plesna zveza Slovenije je kot nosilec projekta European Quadrille Dance Festival organizirala ulično četvorko v 20 slovenskih mestih in okoli 30 mestih po drugih evropskih državah (Slovaška, Madžarska, Hrvaška, Srbija...). Po prvih podatkih naj bi plesalo več kot 20 tisoč plesalcev.
- 2015 je Maturantska parada potekala v petek 22. maja točno opoldne. V Sloveniji so v okviru Maturantske parade z osrednjim dogodkom v Ljubljani in Maturantske četvorke z osrednjim dogodkom v Mariboru plesali še v 18 krajih, med drugim v Kranju, Novi Gorici, Novem mestu in Murski Soboti,[11] skupaj so četvorko plesali v 75 evropskih mestih.[12]
- 2016 je Maturantska parada potekala v petek 20. maja točno opoldne v organizaciji plesne šole Urška Pro. Mladi so po navedbah organizatorjev plesali tudi na Slovaškem, Češkem, Madžarskem, Hrvaškem, v Črni gori, Bosni in Hercegovini, Srbiji in Makedoniji. V Sloveniji so med drugim zaplesali tudi v Kranju, Novi Gorici, Portorožu, Novem mestu in Murski Soboti.
- 19. maja 2017 je Maturantska parada potekala v 20 slovenskih in več kot 30 krajih sedmih evropskih držav.
- 18. maja 2018 se je Maturantska parada odvijala v 75. mestih - Ljubljana, Kamnik, Ivančna gorica, Brežice, Krško, Želimlje, Piran, Škofja loka, Kranj, Radovljica, Jesenice, Ptuj in Idrija, Srbija, BIH, Hrvaška, Makedonija, Črna gora in Albanija. v Ljubljani je zaplesalo 4972 maturantk in maturantov, njihovih soplesalcev ter maturantov preteklih sezon.
- 2019 je Maturantska parada potekala 17. maja. Števila udeležencev tokrat niso objavili, je pa orgaizator Urška Pro na četvorko pripravljal 15 ljubljanskih šol. Pod okriljem Plesne zveze Slovenija (PZS) in njenim projektom European Quadrille Dance Festival (EQDF) so četvorko plesali v Litiji, Kočevju, Novem mestu, Črnomlju, Sevnici, Šentjerneju, Mirni, Novi Gorici, Tolminu, Ajdovščini, Postojni, Sežani, Idriji, Murski Soboti, Slovenskih Konjicah, Lendavi in na Ptuju. V tujini so pod okriljem PZS in projekta EQDF plesali v mestih na Slovaškem, Srbiji, Madžarskem, Severni Makedoniji, Črni gori in Republiki Kosovo. Skupno je pod okriljem PZS plesalo več kot 20.000 plesalcev na 49 lokacijah v sedmih državah.
- Maturantska Parada 2020 je zaradi pandemije koronavirusne bolezni 2019 v Sloveniji odpadla.
- Maturantska Parada 2021 je zaradi pandemije koronavirusne bolezni 2019 v Sloveniji odpadla.[13]
- 2022 je Parada ljubljanskih maturantov potekala 20. maja, istočasno je potekala tudi na Madžarskem, na Slovaškem, v Srbiji, Makedoniji in v Črni gori.

Čeprav se podatki zaradi obsežnega projekta različni je Maturantska Parada do leta 2014 povezala v sinhroni ples vsaj 281.988 maturantk in maturantov v preko 108 evropskih mestih iz 10 držav, priplesala je devet naslovov Guinnessovih rekorderjev.

## Težave organizatorjev dogodka Maturantska Parada
V letu 2007 je pri dogovarjanju o prijavitelju Guinnessovega rekorda prišlo do spora med idejnim vodjo Maturantske Parade Tomažem Ambrožem (Plesna šola Urška) in Rudijem Kocbekom (Plesna zveza Slovenije in Plesna šola Pingi), kar je vodilo v organizacijo dveh ločenih plesov četvork. Posledično parada ni dosegla Guinnessovega rekorda, želja po tem priznanju pa je za mnoge udeležence pomenila veliko motivacijo. Ker Maturantska četvorka pomeni veliko mednarodno promocijo, sta se za rešitev problema močno zavzela tudi ljubljanski župan Zoran Janković ter pristojno ministrstvo.
Konec avgusta 2015, manj kot leto dni od smrti idejnega vodje Tomaža Ambroža se je njegovo in imetje preostalih štirih družbenikov, Borisa Prokofjeva, Mimi Marčac Mirčeta, partnerice in dedinje Simone Žabjek in Tomaževega sina in dediča Toma Ambroža, oddalo v kratkoročni najem. Med drugim se je oddala tudi blagovna znamka Maturantska Parada. Za obdobje 6 mesecev jo je najela Mimi Marčac Mirčeta.
V marcu 2016 je stečajna upraviteljica plesne šole Urška Jožica Vindiš razpisala javno dražbo zaščitenih blagovnih znamk, med katerimi je tudi Maturantska Parada.. Blagovno znamko si od takrat lasti Urška Pro (PARTY-PRO d.o.o. / GLABO d.o.o.) Borisa Prokofjeva.
Morebitne nadaljnje zaplete zaradi Maturantske Parade v Ljubljani je 2016 preprečila občina. Dogovorili so se o pravilih za naslednjih pet let, in sicer da je glavni organizator parade v Ljubljani plesna šola Urška Pro, uporaba Slovenske ceste pa je za vse plesalce brezplačna. V letu 2017 je do težav prišlo tudi v Mariboru, kjer za organizacijo konkurenčnega dogodka tekmujeta Plesna šola Pingi s podporo Plesne zveze Slovenije in plesna šola Salsero s podporo večine šol in župana.
Zaradi kršenja dogovora z Mestno občino (z dne 10.10.2016) v letih 2017 in 2018  so, z dnem 18.5.2018, plesne šole: Kazina, Pingi, Bolero in Rebula ter PZS, v prihodnje izgubile možnost sodelovanja na dogodku.
Zaradi vedno višjih finančnih zahtev organizatorja do dijakov so 2019 predstavniki Dijaške skupnosti Ljubljana in MOL v skupni izjavi zapisali: »Ker je dogodek tudi v javnem interesu Mestne občine Ljubljana, podpiramo predlog Dijaške skupnosti Ljubljana, da dijaki v prihodnjem šolskem letu sami prevzamejo organizacijo dogodka. Kot vsa leta do zdaj bomo v MOL organizatorjem Slovensko cesto odstopili brezplačno.«, kar naj bi bilo kršitev dogovora s plesno šolo Urška Pro, ki je vsa leta organizirala Maturantsko Parado v Ljubljani.
V Ljubljani je leta 2022 prvič pod imenom Parada ljubljanskih maturantov potekala brezplačna izvedba za vse maturante. Organizatorji dogodka so bili Dijaška skupnost Ljubljana in Študentska organizacija Univerze v Ljubljani ter Mestna občina Ljubljana. Dogodka se je udeležilo več tisoč ljudi.